# Артале (Долина Аосте)
Артале је насеље у Италији у округу Долина Аосте, региону Долина Аосте.
Према процени из 2011. у насељу је живело 1 становника. Насеље се налази на надморској висини од 1648 м.